# Charles Baudry
Pour les articles homonymes, voir Baudry.
Charles Georges Alfred  Baudry, né à Méréville le 1er novembre 1891 et mort à Montereau (Seine-et-Marne) le 24 juin 1968, est un homme politique français.

## Biographie
Ayant repris le commerce familial après des études limitées à l'enseignement primaire, il est, après la première guerre mondiale, il est président du Syndicat des marchands de volailles du Gâtinais et président du Syndicat national des négociants d’œufs.
Il entre en politique en 1935 et est, coup sur coup, élu maire de Montereau à la tête d'une liste de droite, puis, à la faveur d'une partielle provoquée par l'élection au Sénat de Jacques-Louis Dumesnil, député de Seine-et-Marne. Siégeant parmi les non-inscrit, il est réélu l'année suivante, faisant campagne contre le Front populaire et pour la défense du franc et des commerçants.
Le 10 juillet 1940, il vote en faveur de la remise des pleins pouvoirs au Maréchal Pétain, et reste en fonction comme maire sous le régime de Vichy.
Arrêté par les FFI à la Libération, il n'est pas inquiété mais est frappé d'inéligibilité. Il se retire alors de la vie politique.